# Rzeka Łabędzia

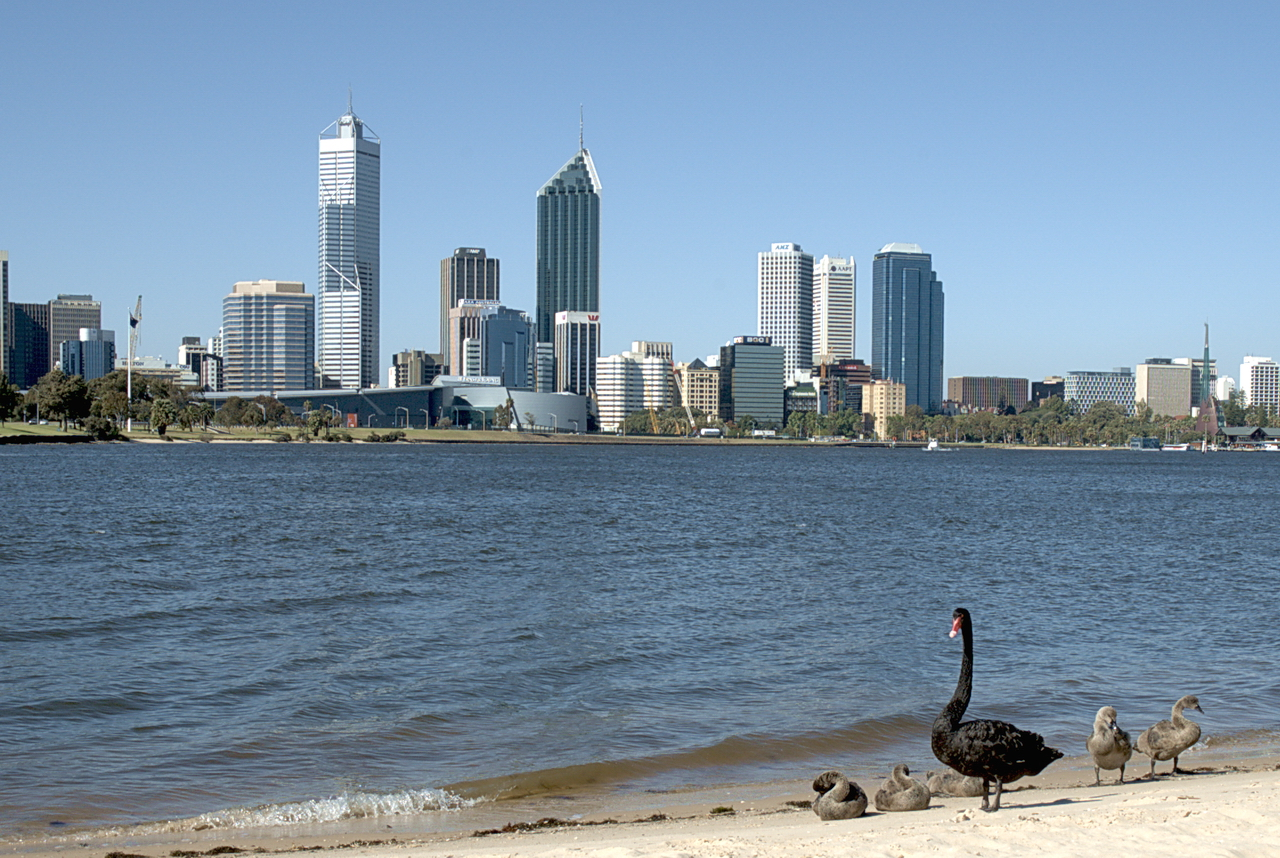
Rzeka Łabędzia w Perth, na pierwszym planie czarne łabędzie

Rzeka Łabędzia (ang. Swan River) – rzeka Australii Zachodniej o długości ok. 350–360 km. Nazwa Swan River dotyczy jedynie ok. 70-kilometorowego odcinka od połączenia się z Wooroloo Brook do ujścia w oceanie, natomiast jej wyższy bieg nosi nazwę Avon. Źródła rzeki znajdują się na Wyżynie Zachodnioaustralijskiej, uchodzi do Oceanu Indyjskiego w okolicach Fremantle. Nazwa pochodzi od licznych łabędzi czarnych zamieszkujących jej brzegi.